# لفافة مستقيمية بروستاتية
اللفافة المستيقيمة البروستاتية (باللاتينية: Fascia rectoprostatica) وتسمى أيضًا لِفافةُ دينونفييه، هي فَاصل غشائي في الجزء السفلي من الجَيبَة المُسْتَقِيمِيَّة المثانية. يفص البروستاتة والمثانة البولية عن المستقيم. يتكون من بِنية عضلية ليفية واحدة مع عدة طبقات تلتحم معًا وتغطي الحويصلات المنوية. وتسمى أيضًا لِفافةُ دينونفييه نسبةً إلى عالم التشريح والجراح الفرنسي تشارلز بيير دينونفييه [الإنجليزية].